# Wilder Pfaff
Wilder Pfaff (wł. Cima del Prete) – szczyt w Stubaier Alpen. Leży w zachodniej Austrii, w Tyrolu. Na południe leży Sonklarspitze, na zachodzie Wilder Freiger i Zuckerhütl na wschodzie. Na szczyt można wejść ze schroniska Müller-Hütte.